# Ninh Sơn (Bắc Giang)
Ninh Sơn is een xã in huyện Việt Yên, een district in de Vietnamese provincie Bắc Giang.
Ninh Sơn ligt op de noordelijke oever van de Cầu.